# Plano de Tuxtepec
O Plano de Tuxtepec foi um plano militar realizado no México em 1876 por Porfirio Díaz para destituir o então presidente Sebastián Lerdo de Tejada. Foi assinado em 15 de janeiro, por uma fracção de militares liderados pelo coronel Hermenegildo Sarmiento e pelos porfiristas Vicente Riva Palácio, Irineo Paz e Protasio Tagle. Com o sucesso do pronunciamento, Porfirio assume o poder e instaura um regime de mais de 30 anos conhecido como Porfiriato.